# Pierre Everaert
Pierre Everaert (né le 21 décembre 1933 à Quaëdypre et mort le 26 mai 1989 à Lille) est un coureur cycliste français. Professionnel de 1957 à 1965, il a notamment remporté Paris-Bruxelles en 1960. Il a participé à huit Tours de France consécutifs, il a été un coéquipier de Jacques Anquetil lors de ses victoires en 1961 avec l'équipe de France puis en 1962, 1963 et 1964 avec Saint-Raphael. Il a également été coéquipier de Lucien Aimar sur le Tour 1966 avec Ford-France.

## Palmarès
- 1955
  - Circuit de la Vallée de l'Aa
  - 2e du championnat de France militaires
  - 3e du Circuit du Pévèle
  - 3e du Grand Prix de Saint-Omer
- 1956
  - Paris-Douai
  - Circuit de la Vallée de l'Aa
  - 2e du championnat de France militaires
  - 3e de Roubaix-Cassel-Roubaix
- 1957
  - 2e étape du Tour de Normandie
  - Circuit du Pévèle
  - 2e des Quatre Jours de Dunkerque
- 1958
  - 2e étape du Tour de l'Ouest
  - 3e de la Flèche wallonne
  - 3e du Week-end ardennais
  - 3e du Tour de Picardie
- 1959
  - 6e et 8e étapes de Paris-Nice
  - 2e étape du Tour de l'Ouest
  - 4e du Tour d'Espagne
  - 5e de Paris-Nice
- 1960
  - 2e étape de la Bicyclette basque
  - Paris-Bruxelles
  - 3e étape du Tour d'Allemagne
  - 1reb étape des Trois Jours d'Anvers (contre-la-montre par équipes)
  - Circuit du Port de Dunkerque
  - 2e de Liège-Bastogne-Liège
  - 3e des Quatre Jours de Dunkerque
  - 3e du Week-end ardennais
- 1961
  - 3e étape de Paris-Nice (contre-la-montre par équipes)
  - 2eb étape du Critérium du Dauphiné libéré (contre-la-montre par équipes)
- 1963
  - 2e étape du Tour du Levant
  - 1re étape du Critérium du Dauphiné libéré
- 1965
  - Paris-Camembert
  - 1reb étape du Tour de France (contre-la-montre par équipes)
  - 2e des Quatre Jours de Dunkerque

## Résultats sur les grands tours

### Tour de France
8 participations
- 1959 : abandon (13e étape)
- 1960 : 32e
- 1961 : 68e
- 1962 : 56e
- 1963 : 63e
- 1964 : 63e
- 1965 : abandon (10e étape), vainqueur de la 1reb étape (contre-la-montre par équipes)
- 1966 : hors délais (16e étape)

### Tour d'Espagne
1 participation
- 1959 : 4e,  maillot jaune pendant 3 jours

### Tour d'Italie
3 participations 
- 1958 : 55e
- 1964 : 36e
- 1966 : 68e